# Karbamazepin
Karbamazepin je antiepileptik iz skupine karboksamida (triciklični spoj, sličniji antipsihoticima i antidepresivima) s neurotropnim i psihotropnim učinkom. 

## Djelovanje
Smanjeno oslobađanje glutamata i stabiliziranje neuronske membrane osnova je antiepileptičnog djelovanja, a smanjenje učinka dopamina i noradrenalina odgovorno je za antimanična obilježja karbamazepina. Karbamazepin također inhibira ponavljana izbijanja neurona i smanjuje sinaptičko širenje ekscitacijskih impulsa. Pretpostavlja se da je mehanizam djelovanja karbamazepina blokiranje natrijskih kanala.
U liječenju epilepsije pogodan je za monoterapiju i za kombiniranje s ostalim antiepilepticima.